# Фурнье, Луи Эдуар Поль
Луи Эдуар Поль Фурнье (фр. Louis-Édouard Paul Fournier; 17 декабря 1857, Париж — 10 апреля 1917, VII округ Парижа) — французский художник.

## Биография
Родился 12 декабря 1857 года в Париже.
Учился у Александра Кабанеля в Национальной высшей школе изящных искусств. В 1881 году получил свою первую Римскую премию за работу La Colère d’Achille.
Художник участвовал во многих монументальных работах, включая фрески, украшающие Большой дворец в Париже. Эту работу выполнял в сотрудничестве с Александром Фальгьером.
Одна из его самых известных картин L’Enterrement de Shelley («Похороны Шелли», 1889, Художественная галерея Уокера, Ливерпуль).
Также Луи Фурнье проиллюстрировал много художественных произведений: книги Жана де Ла Фонтена, Оноре де Бальзака, Франсуа Леметра. Был автором ряда деревянных скульптур.
Умер 10 апреля 1917 года в Париже.

## Галерея

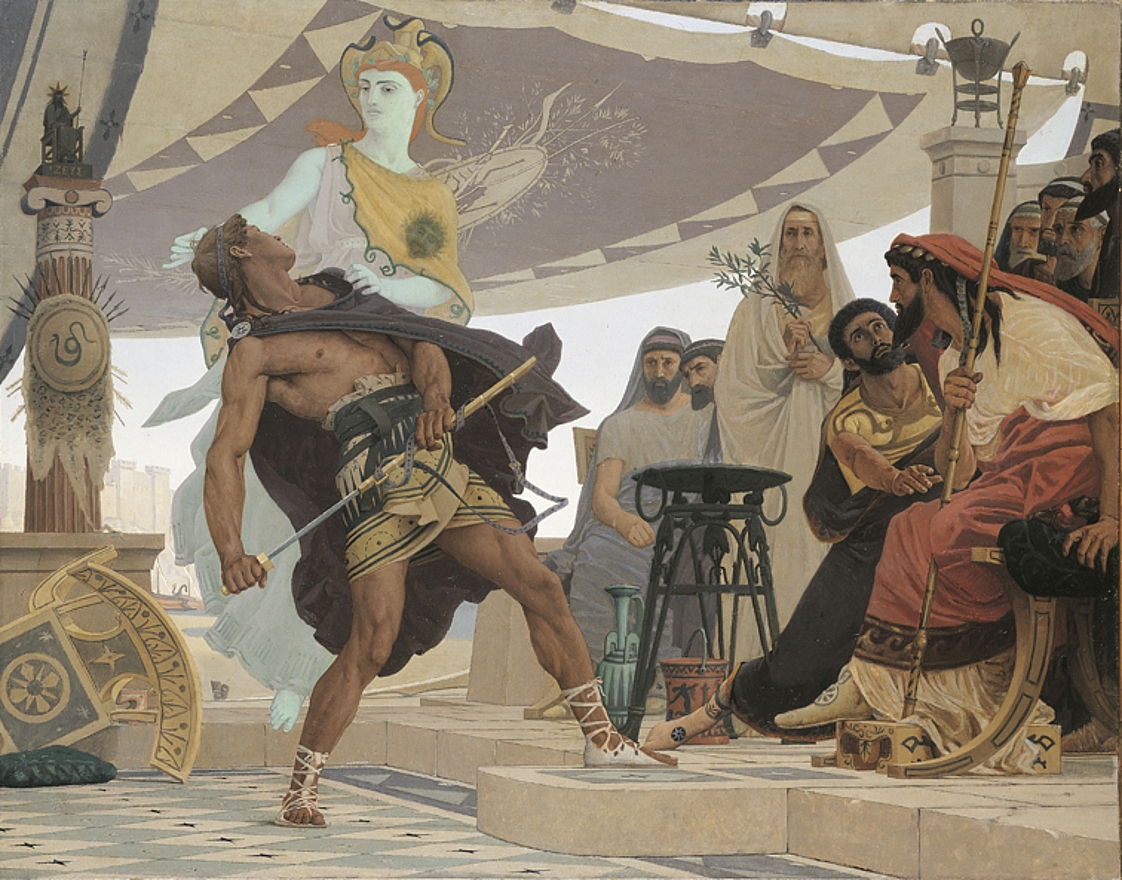
Гнев Ахилла.
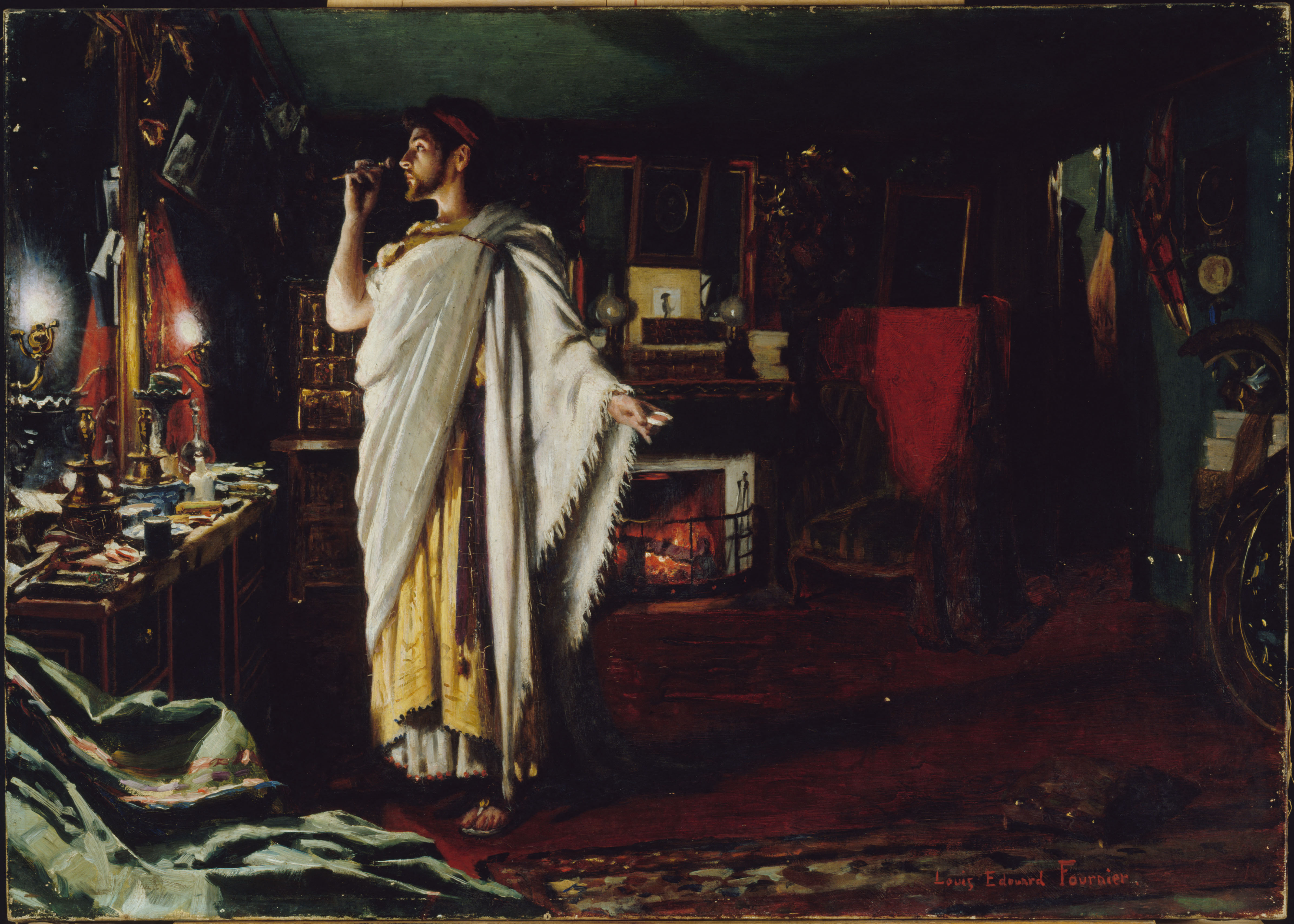
Актёр Муне-Сюлли в своей гримёрной готовится к выходу на сцену в трагедии Царь Эдип. Музей Карнавале, Париж.
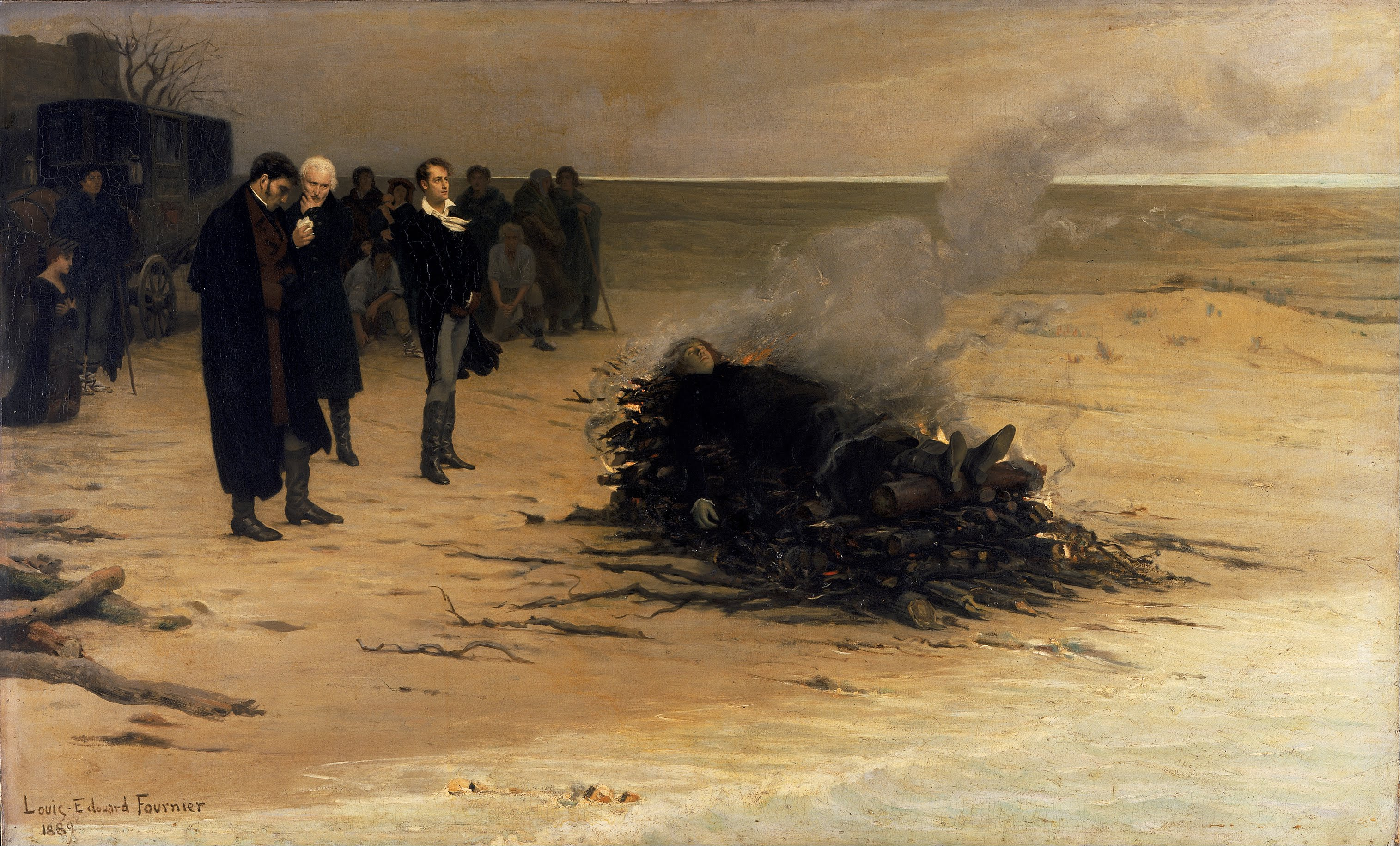
Похороны Шелли.
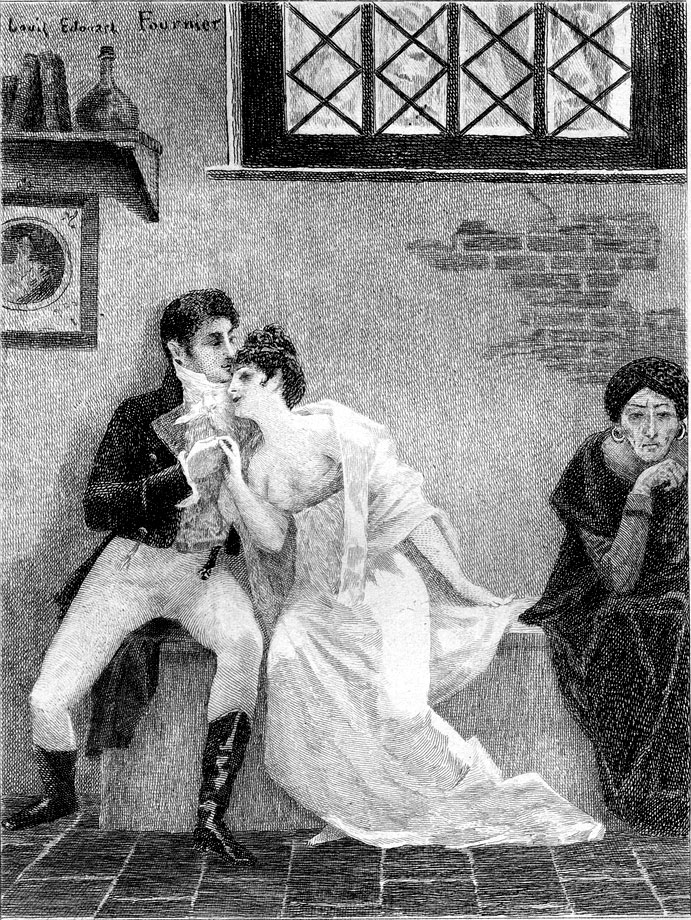
Иллюстрация к новелле Бальзака «Девушка с золотыми глазами».
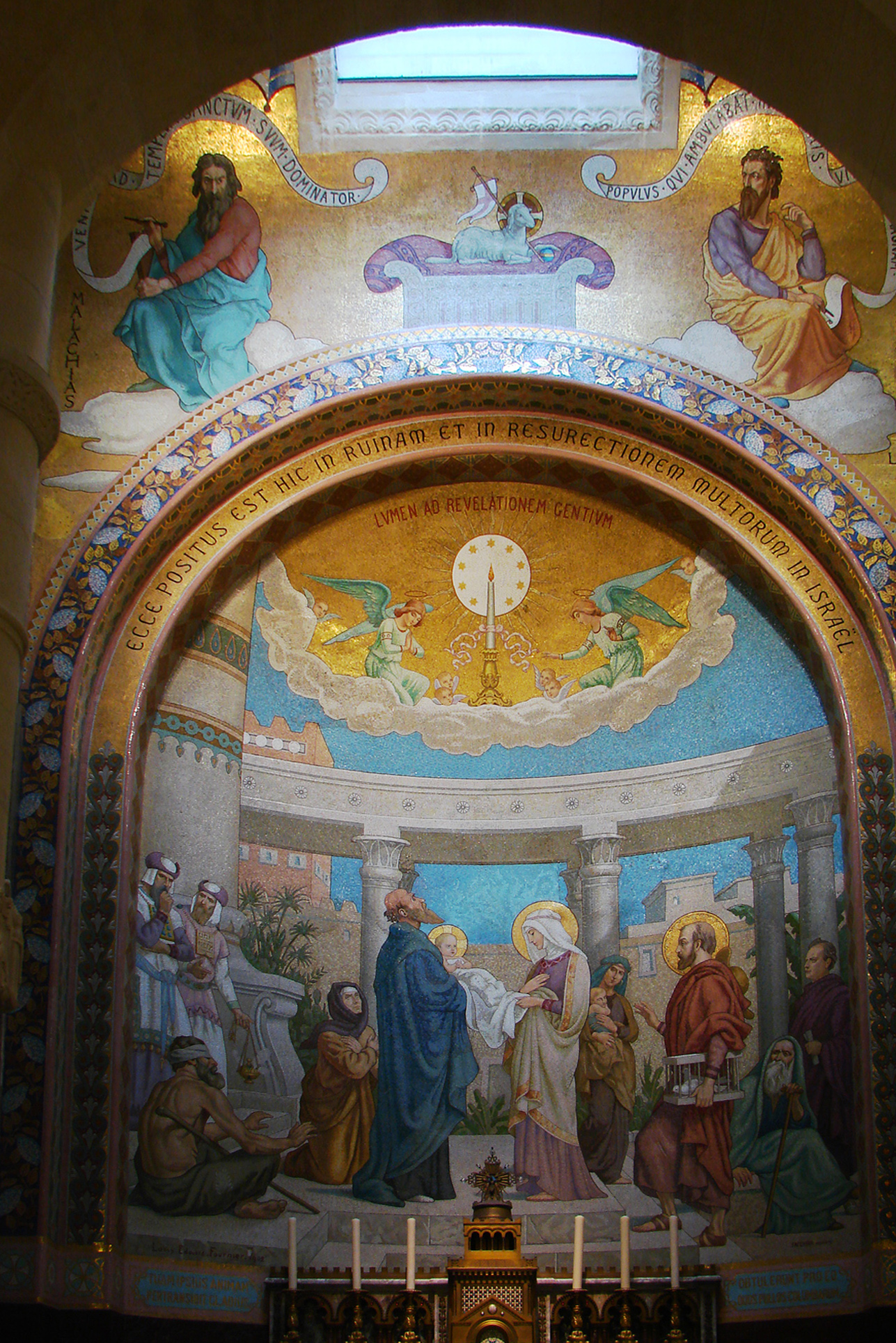
Мозаика базилики Святого Розария в Лурде.
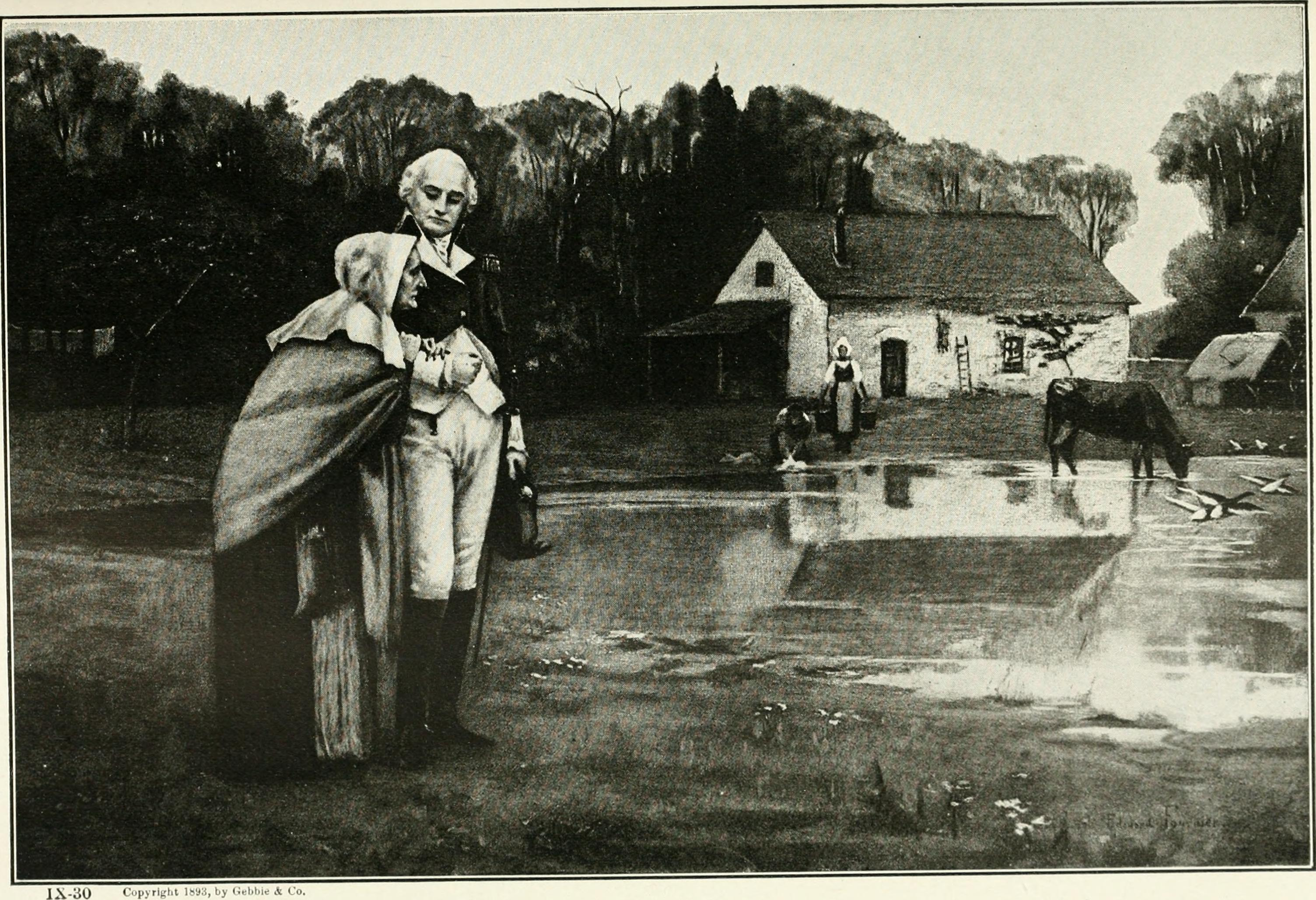
Джордж Вашингтон с матерью (?). Книжная иллюстрация.